# Bahhara Ouled Ayad
Bahhara Ouled Ayad  (in arabo بحارة أولاد عياد‎?) è un centro abitato e comune rurale del Marocco situato nella provincia di Kénitra, regione di Rabat-Salé-Kénitra. Conta una popolazione di 31 860 abitanti (censimento 2014).